# Haardt (Adelshofen)
Haardt ist ein Gemeindeteil der Gemeinde Adelshofen im Landkreis Ansbach (Mittelfranken, Bayern). Hardt liegt in der Gemarkung Adelshofen.

## Geographie
Das Dorf liegt auf einer Anhöhe die gegen Norden und Westen ins Tal des Gickelhäuser Bachs abfällt, gegen Osten ins Tal des Ruckertshofer Bachs und gegen Süden ins Tal des Rammersbaches. Gemeindeverbindungsstraßen führen nach Adelshofen zur Staatsstraße 2416 (1 km östlich) und direkt zur St 2416 (0,9 km südlich).

## Geschichte
1800 gab es im Ort 11 Haushalte, die alle die Reichsstadt Rothenburg als Grundherrn hatten. Mit dem Gemeindeedikt (frühes 19. Jahrhundert) wurde Haardt dem Steuerdistrikt und der Ruralgemeinde Adelshofen zugeordnet.

### Baudenkmäler
- Haus Nr. 3: Ehemaliges Wohnstallhaus[7]
- Haus Nr. 4: Wohnhaus[7]

### Einwohnerentwicklung
| Jahr      | 001818 | 001840 | 001861 | 001871 | 001885 | 001900 | 001925 | 001950 | 001961 | 001970 | 001987 |
| Einwohner | 63     | 61     | 54     | 62     | 64     | 53     | 55     | 70     | 50     | 44     | 45     |
| Häuser    | 14     | 14     |        |        | 13     | 13     | 13     | 12     | 12     |        | 11     |
| Quelle    | [ 9 ]  | [ 10 ] | [ 11 ] | [ 12 ] | [ 13 ] | [ 14 ] | [ 15 ] | [ 16 ] | [ 17 ] | [ 18 ] | [ 1 ]  |

## Religion
Der Ort ist seit der Reformation evangelisch-lutherisch geprägt und bis heute nach St. Nikolaus (Adelshofen) gepfarrt. Die Einwohner römisch-katholischer Konfession sind nach St. Johannis (Rothenburg ob der Tauber) gepfarrt.